# پروژه وست فورد

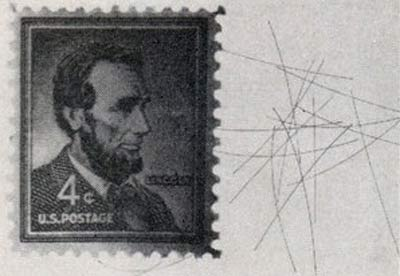
سوزن‌های استفاده شده در پروژهٔ وست‌فورد در مقایسه با یک تمبر.

پروژه وست فورد (به انگلیسی: Project West Ford) عنوان پروژهٔ موفقی است که در تابستان ۱۹۸۳ میلادی انجام شد و طی آن آزمایشگاه لینکلن ام‌آی‌تی، متعلق به مؤسسهٔ فناوری ماساچوست و به سفارش نیروهای مسلح ایالات متحدهٔ آمریکا، ۴۸۰ میلیون سوزن از جنس مس را در مدار زمین قرار تا موجب تقویت یونوسفر زمین شود و ارتباطات رادیویی‌ای که به کمک یونوسفر انجام می‌شد کمک کند. آمریکا در آن سال‌ها نگران حملهٔ شوروی به کابل ارتباطی زیردریایی بود و این پروژه در واقع روشی پشتیبان بود برای ارتباطاتی که از طریق آن کابل‌ها در سال‌های ۱۹۵۰ انجام می‌شدند. ایدهٔ این پروژه در سال ۱۹۵۸ توسط مهندسی به نام والتر ای. مورو مطرح شد.
یونوسفر زمین به دلیل حساسیت به اختلالات خورشیدی اطمینان لازم برای ارتباطات رادیویی را فراهم نمی‌کرد. قراردادن سیم‌های مسی در مدار زمین به عنوان یک بازتابنده رادیویی به تقویت یونوسفر و ارتباطات رادیویی انجامید. هر سوزن ۱٫۸ سانتیمتر طول و کمتر از عرض تار موی انسان قطر داشت. طول سوزن‌ها به اندازهٔ نصف طول موج مایکروویوهای ۸ گیگاهرتزی در نظر گرفته شده بود تا به عنوان یک آنتن عمل کنند. سوزن‌ها یک کمربند ۳۵۰۰ کیلومتری بالای زمین تشکیل دادند.
اولین تلاش برای فرستادن سوزن‌ها به مدار زمین در اکتبر ۱۹۶۱ انجام شد که ناموفق بود. بار دوم در ۱۹۶۵ ۱۲۰ تا ۲۱۵ میلیون سوزن با موفقیت در یک مدار قطبی قرار گرفتند.
در سال ۱۹۶۲، تل استار، اولین ماهوارهٔ مخابراتی مدرن راه اندازی شد. با روی کار آمدن سیستم‌های ماهواره ای مدرن که قابلیت اطمینان، سرعت، و ظرفیت بیشتری داشتند، پروژهٔ وست فورد در نهایت کنار گذاشته شد. قسمت زیادی از سوزن‌ها به مرور زمان از مدار زمین خارج شده‌اند و سقوط کرده‌اند، با این حال هنوز تعدادی از آن‌ها مدار قرار دارند. سوزن‌ها به علت وزن کم در اتمسفر نمی‌سوزند و بسیاری از آن‌ها در زیر برف‌های قطب نهفته‌اند.